# 馬特朗
馬特朗（法語：Matran，法語發音：[matʁɑ̃]）是瑞士的城鎮，位於該國西部，由弗里堡州負責管轄，面積2.86平方公里，海拔高度614米，2011年人口1,546，八成人口信奉羅馬天主教，人口密度每平方公里541人。